# Servette Football Club Genève 1890 1955-1956
Questa voce raccoglie le informazioni riguardanti il Servette Football Club nelle competizioni ufficiali della stagione 1955-1956.

## Avvenimenti
Alla guida dell'austriaco Karl Rappan il Servette raggiunge il quarto posto in campionato.
La società di Ginevra partecipa alla prima edizione della Coppa dei Campioni: gli svizzeri vengono eliminati dal Real Madrid, futuro vincitore della competizione, per 0-7.

## Organico 1955-1956
Theodor Brinek svolge il ruolo di giocatore-allenatore.

### Rosa
| N. |                     | Ruolo | Calciatore       |
| -- | ------------------- | ----- | ---------------- |
|    | Svizzera (bandiera) | P     | Anton Rüesch     |
|    | Svizzera (bandiera) | D     | Gilbert Dutoit   |
|    | Svizzera (bandiera) | D     | André Grobéty    |
|    | Svizzera (bandiera) | D     | Rudolf Gyger     |
|    | Svizzera (bandiera) | D     | Franz Josefowsky |
|    | Austria (bandiera)  | C     | Theodor Brinek   |
|    | Svizzera (bandiera) | C     | Charles Casali   |
|    | Svizzera (bandiera) | C     | Werner Kaelin    |

| N. |                     | Ruolo | Calciatore             |
| -- | ------------------- | ----- | ---------------------- |
|    | Svizzera (bandiera) | C     | Lucien Pasteur         |
|    | Svizzera (bandiera) | C     | Max Rothacher          |
|    | Svizzera (bandiera) | A     | Francis Anker          |
|    | Svizzera (bandiera) | A     | Bernard Coutaz         |
|    | Svizzera (bandiera) | A     | Hans-Peter Friedländer |
|    | Svizzera (bandiera) | A     | Charles Kunz           |
|    | Ungheria (bandiera) | A     | Andre Nagy             |
|    | Svizzera (bandiera) | A     | Aldo Pastega           |